# Metadioctria
Metadioctria is een vliegengeslacht uit de familie van de roofvliegen (Asilidae).

## Soorten
- M. resplendens (Loew, 1872)
- M. rubida (Coquillett, 1893)